# Сукмановка (Белгородская область)
Сукмановка — хутор в Чернянском районе Белгородской области. Входит в состав Малотроицкого сельского поселения.

## География
Находится в северо-восточной части Белгородской области, в лесостепной зоне, в пределах Среднерусской возвышенности, к югу от автодороги 14К-50, на расстоянии примерно 12 километров (по прямой) к северо-востоку от Чернянки, административного центра района.

### Климат
Климат характеризуется как умеренно континентальный, с холодной зимой и продолжительным тёплым летом. Среднегодовая температура воздуха — 6,3 °C. Средняя температура воздуха самого холодного месяца (января) — −8,4 °C (абсолютный минимум — −37 °C); самого тёплого месяца (июля) — 20,3 °C (абсолютный максимум — 42 °C). Безморозный период длится в среднем 157 дней. Годовое количество атмосферных осадков — 462 мм, из которых большая часть выпадает в период с апреля по октябрь. Снежный покров держится около 109 дней.

### Часовой пояс
Хутор Сукмановка как и вся Белгородская область, находится в часовой зоне МСК (московское время). Смещение применяемого времени относительно UTC составляет +3:00.

## История
Образован в 2018 году.